# Родригес Нуэ, Лисардо
Лиса́рдо Родри́гес Нуэ́ (исп. Lizardo Rodríguez Nué; 30 августа 1910, Перу — неизвестно) — перуанский футболист, нападающий, игрок сборной Перу по футболу.

## Карьера

### Клубная
Лисардо Родригес играл за клуб «Альянса Лима» в чемпионате Перу.

### В сборной
Лисандро Родригес был в числе игроков, участвовавших в чемпионате Южной Америки 1929, однако сидел в запасе. В чемпионате мира в 1930 года также принимал участие как запасной игрок. Его появление на поле в дебютной игре мирового первенства состоялось, но не было зарегистрировано официальными лицами, так как перуанцы провели нелегальную замену: за 10 минут до конца матча против Румынии Родригес Нуэ заменил Луиса де Соузу Феррейру, забившего мяч за 5 минут до того, как покинуть поле.
Единственный матч за сборную, официально зарегистрированный ФИФА, Лисардо Нуэ Родригес провёл 13 января 1935 года против сборной Уругвая. В том матче, игравшемся на Кубок Южной Америки, Родригес вышел на замену вместо Карлоса Товара.